# English Heritage

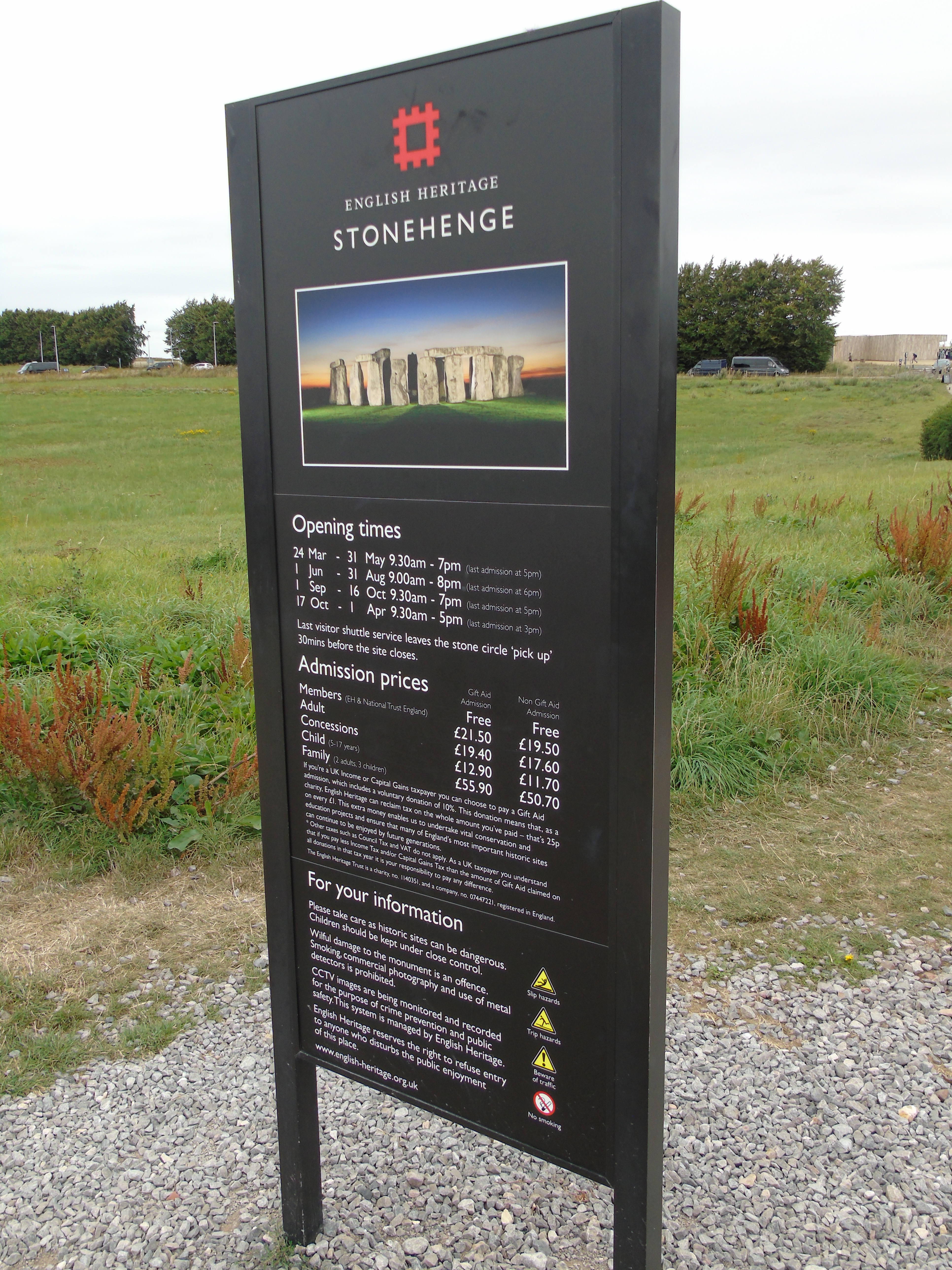
logo English Heritage

English Heritage  is een charity (en was tot 2015 een Brits zelfstandig bestuursorgaan) die een ruime bevoegdheid heeft om architectonisch en historisch belangrijke plaatsen in Engeland te beheren. Vroeger werd English Heritage gefinancierd vanuit het Departement voor Cultuur, Media en Sport. Sinds 2015 is het een charity die historische plekken uitbaat.

## Geschiedenis

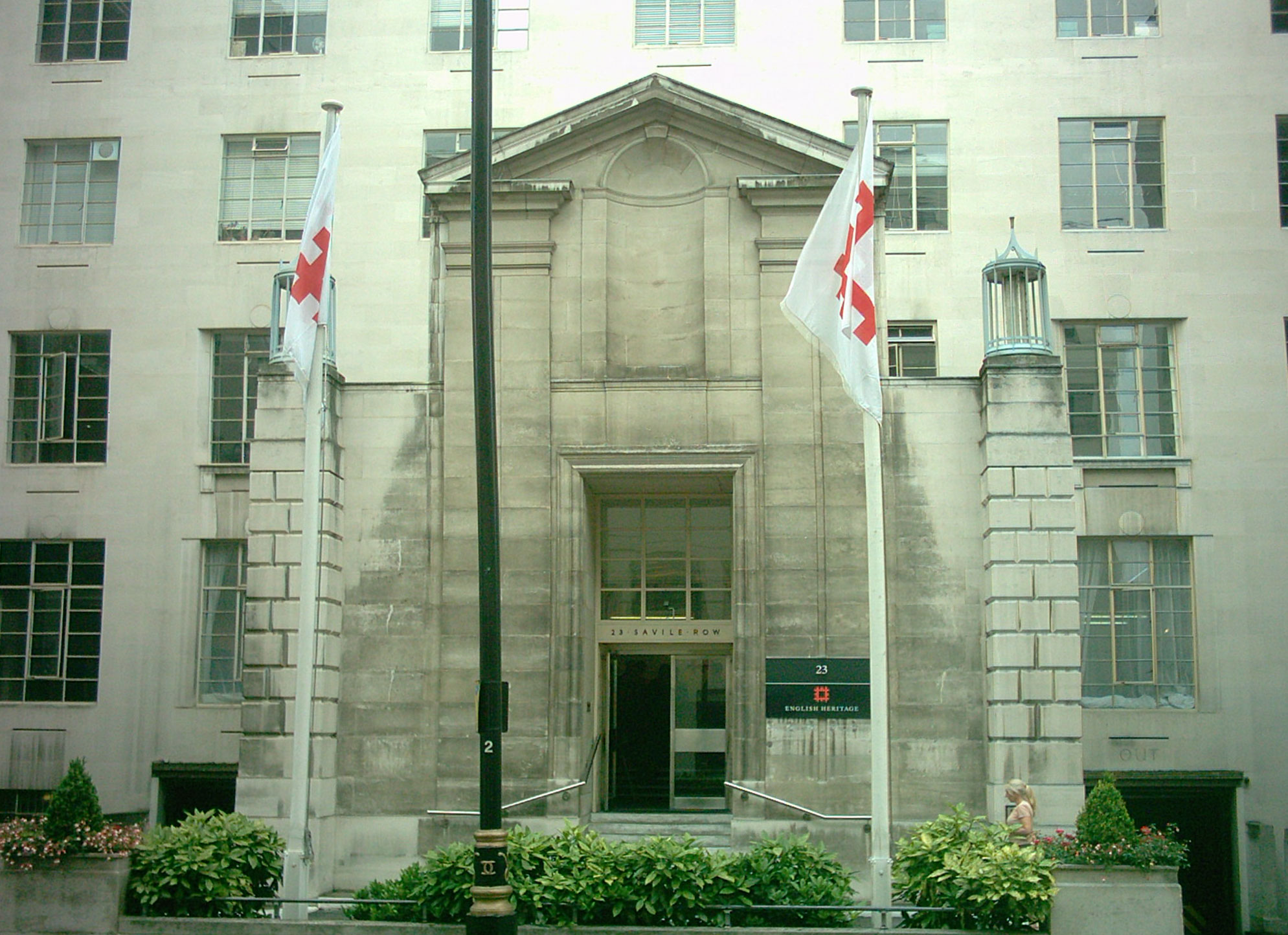
Het inmiddels gesloopte vroegere hoofdkwartier van English Heritage op Savile Row 23 te Londen

English Heritage was opgericht na het inwerkingtreden van de National Heritage Act 1983. Daarvoor werden oude monumenten beheerd door een onderdeel van het Ministerie voor Ruimtelijke Ordening, dat de opvolger was van het Ministerie voor Publieke Werken. Door de wet van 1983 werden ook de onafhankelijke adviesorganen Ancient Monuments Board for England en Historic Buildings Council for England ontbonden. Hun taken werden overgenomen door English Heritage. Een ander adviesorgaan, de Royal Commission on the Historical Monuments of England, werd pas op 1 april 1999 samengevoegd met English Heritage. Op 1 april 2015 werd het opgesplitst  enerzijds Historic England (dat de overheidstaken overnam, te vergelijken met Cadw in Wales en Historic Environment Scotland in Schotland) en anderzijds English Heritage (Trust), dat als charity de historische sites en plekken uitbaat.

## Werkterrein
English Heritage is vooral bekend als beheerder van een groot aantal belangrijke historische en archeologische plaatsen, variërend van Stonehenge tot de oudste ijzeren brug ter wereld in Ironbridge. In 2007-'08 werd meer dan 5,3 miljoen maal een bezoek gebracht aan een door English Heritage beheerd eigendom. De organisatie draagt grote verantwoordelijkheid voor het behouden, administreren en beschermen van de historische omgeving. Daarnaast had zij een belangrijke adviestaak en beheert zij een openbaar archief, de National Monuments Record.
English Heritage adviseerde de Secretary of State (minister) betreffende het algemene beleid en over individuele gevallen zoals het aanwijzen van (archeologische) monumenten. De organisatie is zelf eigenaar van een aantal gebouwen en werkt samen met particulieren voor wie zij als beheerder optreedt. English Heritage beheert ook de Blue Plaques in Lo,nden, met info over beroemde bewoners van bepaalde huizen.

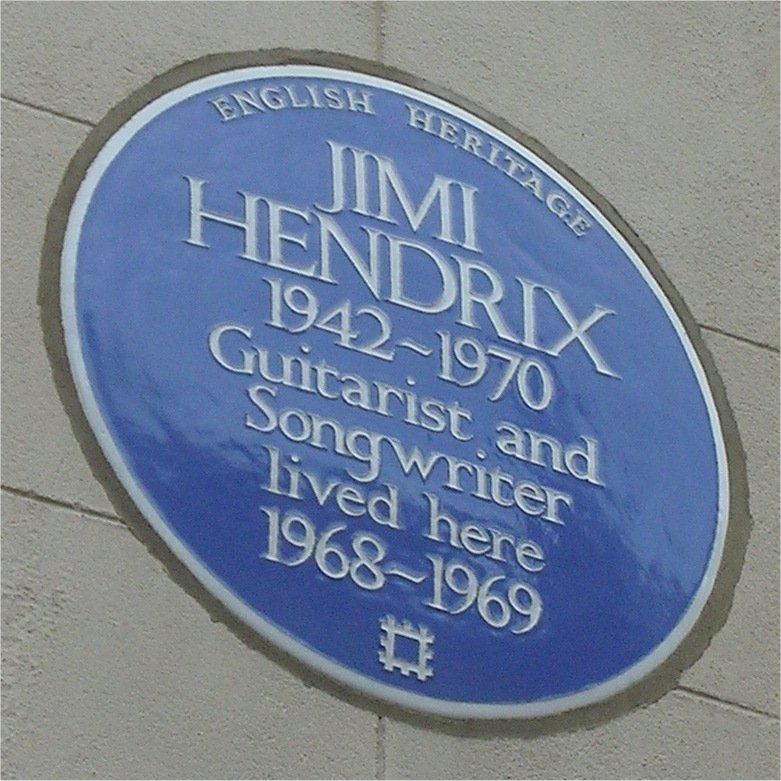
Gedenkplaat van English Heritage op de voormalige woning van gitarist Jimi Hendrix in Londen

English Heritage werd vroeger gefinancierd uit de publieke middelen. Daarnaast heeft zij inkomsten uit toegangsgelden en het lidmaatschap van particulieren. Deze krijgen in ruil daarvoor voordelen zoals vrije toegang tot het bezit van English Heritage. Zij hebben echter geen zeggenschap over het beleid. In 2007-'08 telde de organisatie 665.000 leden. De totale inkomsten van English Heritage bedroegen in 2007-'08 £ 186 miljoen, waarvan £ 49 miljoen van particulieren en entreegelden kwam en £ 137 miljoen van overheidssubsidies. De uitgaven bedroegen £ 172 miljoen.
Binnen het Verenigd Koninkrijk zijn vergelijkbare organisaties te vinden, namelijk Historic Scotland in Schotland, Cadw in Wales, Environment and Heritage Service in Noord-Ierland en Manx National Heritage op het eiland Man.

## Images of England
Het archief van English Heritage, de National Monuments Record heeft een vrij toegankelijke online database opgezet met beschrijvingen en foto's van 370.000 Engelse monumenten (listed buildings). De naam hiervan is Images of England. De beschrijving van de gebouwen is verzorgd door gespecialiseerde architectuurhistorici.